# Guib harnaché
Tragelaphus scriptus
Espèce
Statut de conservation UICN

 LC  : Préoccupation mineure
Le guib  ou guib harnaché (Tragelaphus scriptus) est une espèce de bovins de taille moyenne, à pelage roux portant un nombre variable de raies et de taches blanches sur les flancs. Il vit dans les forêts et les territoires d'arbustes en Afrique centrale et méridionale. Il est étroitement apparenté au koudou, au sitatunga et au bongo. C'est une espèce qui peut généralement fort bien s'adapter à des conditions changeantes. Il se rencontre dans la plus grande partie de l'Afrique subsaharienne.

## Description
La couleur de la toison varie du brun clair au brun foncé en passant par le brun rouge. Les femelles et les petits ont généralement une couleur de toison plus claire, souvent rouges, les mâles sont souvent plus foncés et le deviennent encore davantage à mesure qu'ils vieillissent.
Sur le corps, essentiellement le dos et l'arrière-train, courent des lignes verticales blanches (au maximum sept) et des pointillés blancs. La tête est souvent de couleur plus claire. Sur le museau court une ligne noire, tandis que la joue et les oreilles portent une tache blanche. Le guib porte une large queue en panache, blanche à l'arrière et noire au début. Une bande étroite de longs poils clairs court généralement sur le dos, depuis les épaules jusqu'à la queue. Chez le mâle, le ventre est de couleur sombre. Au-dessus des sabots noirs se trouvent des lignes blanches. Seuls les mâles portent des cornes. Longues de 25 jusqu'à 57 cm, elles sont presque droites, avec une seule courbure (parfois deux).
De la tête au début de la queue il mesure de 105 à 150 cm, pour une hauteur au garrot de 61 jusqu'à 100 cm et un poids du corps entre 24 et 80 kg (suivant le sexe et la sous-espèce). Les mâles sont plus grands que les femelles. Les mâles pèsent entre 30 et 80 kg, les femelles entre 24 et 60 kg.
Le guib harnaché est un coureur rapide, capable d'atteindre 35 km/h en vitesse d'endurance avec des pointes à 70 km/h sur de courtes distances. C'est un bon sauteur qui peut bondir jusqu'à 2 m de haut. Il est vigilant, a une bonne ouïe, un bon odorat mais une vue assez médiocre. C'est une antilope assez agressive qui peut se défendre, aboyer et/ou s'aplatir au sol lorsqu'elle a senti un danger.

## Habitat
Le guib harnaché vit dans la végétation claire ou dense, depuis le fourré jusqu'à la forêt ouverte et depuis les forêts denses jusqu'aux cannaies. Il arrive même à survivre dans les zones cultivées. Il a une préférence pour les bordures de forêt et les territoires aux buissons épais, de préférence au voisinage de l'eau, mais il peut survivre grâce à la rosée. Il vit dans presque toute l'Afrique au sud du Sahara. Il manque uniquement dans les régions trop sèches du sud-ouest et du nord-est. On peut le rencontrer jusqu'à 3 000 m d'altitude dans les forêts de l'Afrique Orientale.

## Mode de vie

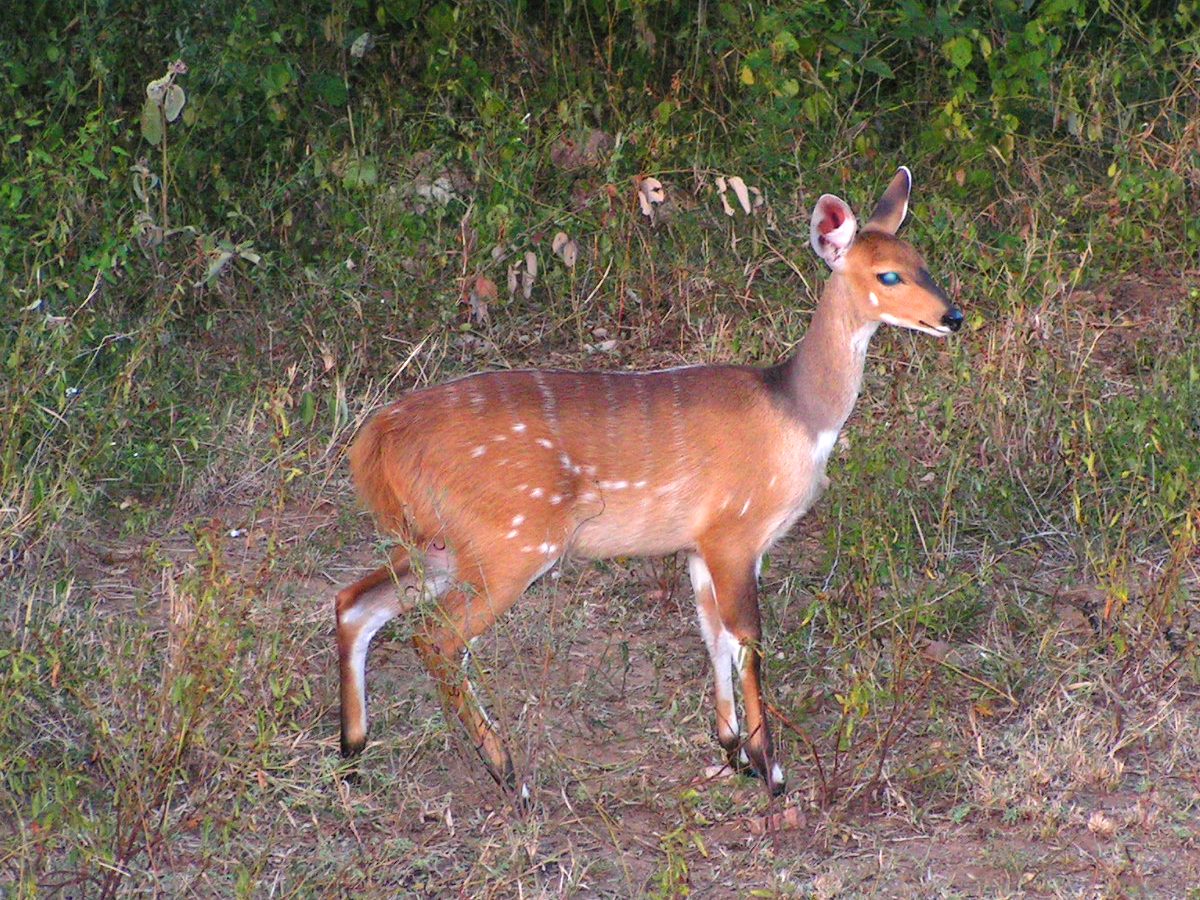
Guib harnaché femelle.

La végétation dont se nourrit le guib harnaché est très variée, surtout de l'herbe, des fabacées, des jeunes feuilles et des pousses, mais il complète son régime avec d'autres aliments comme des racines, des navets, des plantes cultivées et des fruits. Il suit aussi les babouins et d'autres singes afin manger les fruits que ces derniers laissent tomber. Le guib harnaché est actif aussi bien la nuit que la journée, mais au voisinage des zones habitées par l'homme il est surtout actif la nuit. Il se repose dans la végétation dense.

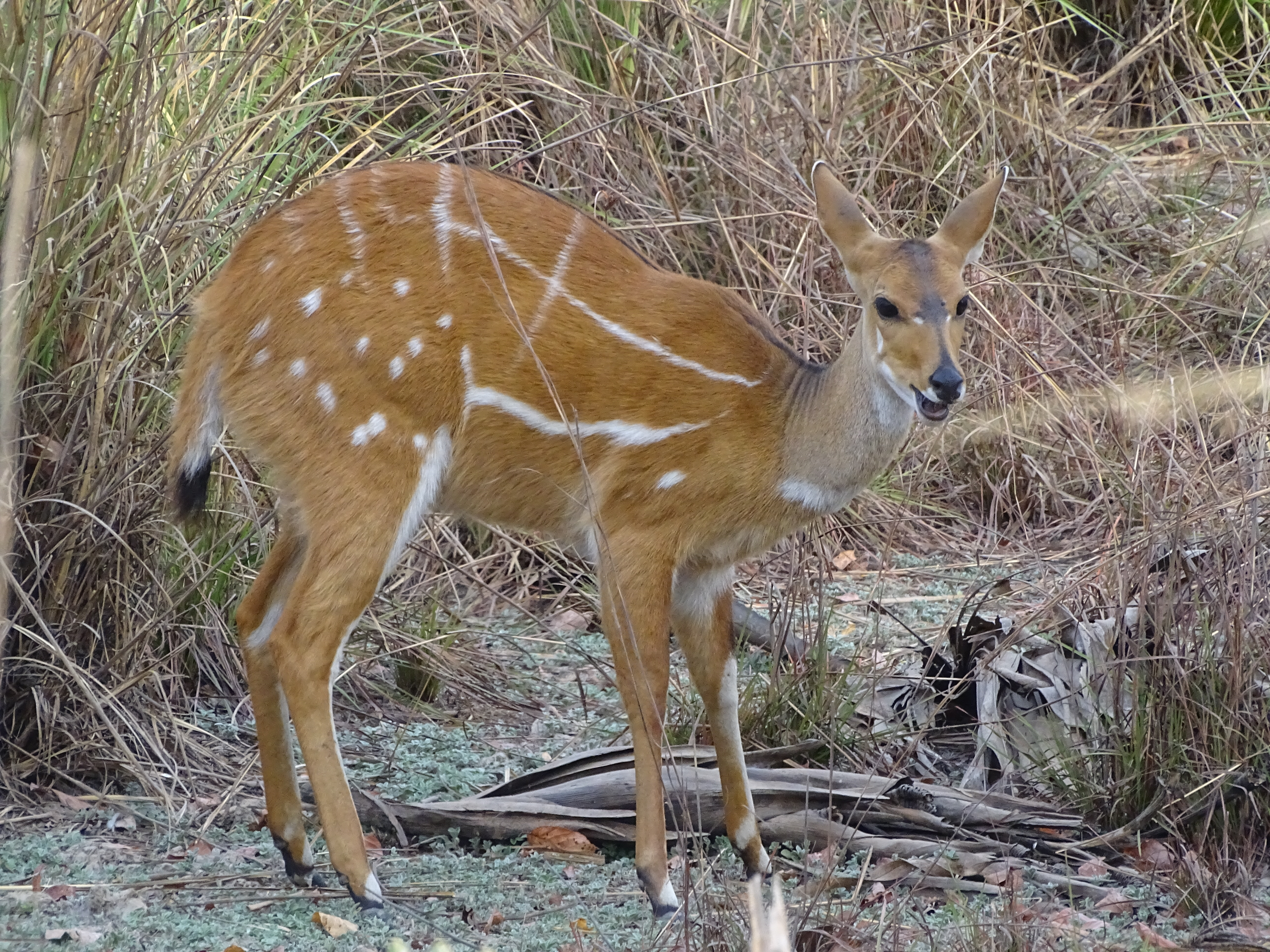
Guib harnaché dans le parc national de la Pendjari, Bénin

Le guib harnaché vit solitaire ou en couple. Il vit parfois en petits groupes familiaux. La zone d'habitation d'un guib harnaché peut parfois couvrir une superficie de 5 ha. Les zones d'habitation recoupent souvent celles de leurs congénères. Le guib harnaché n'est pas territorial. Entre les mâles il existe une hiérarchie, déterminée par l'âge (qu'on peut reconnaître aux motifs de couleur) et par des poussées de testostérone.
Le petit, né après une gestation d'environ six mois, reste les quatre premiers mois dissimulé dans un fourré. Après un an, il est indépendant et adulte. Les cornes d'un mâle toutefois ne sont celles d'un adulte qu'après trois ans. Un guib harnaché peut vivre douze ans au maximum.

## Taxonomie

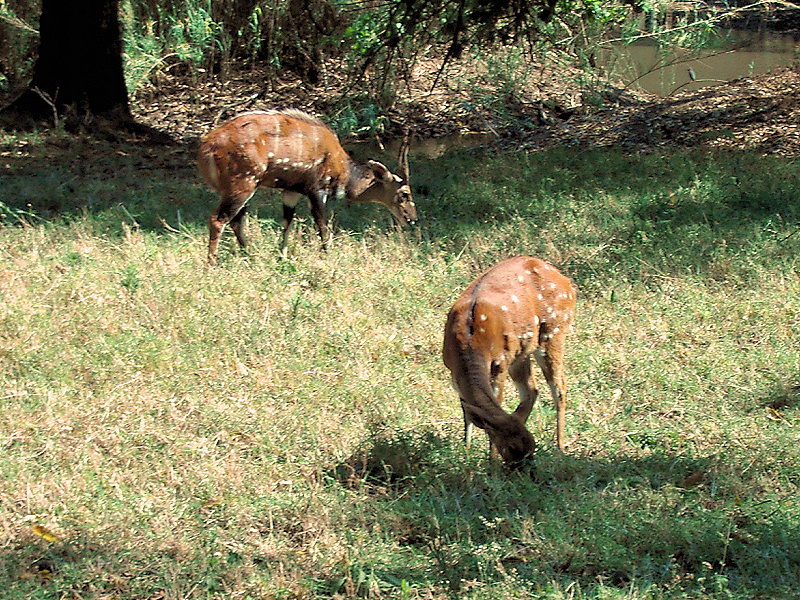
Couple de guibs harnachés

On distingue les sous-espèces suivantes de guibs harnachés, qui forment trois groupes :
- groupe decula

T. s. decula
T. s. meneliki
- groupe scriptus

T. s. bor
T. s. knutsoni
T. s. scriptus
- groupe sylvaticus

T. s. fasciatus
T. s. ornatus
T. s. sylvaticus

## Dans la culture populaire
- Dans La Ferme africaine, Karen Blixen adopte une petite guib harnachée à qui elle apprend à marcher, traduit par Gallimard sous le terme anglo-néerlandais de bushbuck, et baptisée Lullu par l'auteur.

## Galerie

Photographies prises au parc national Kruger
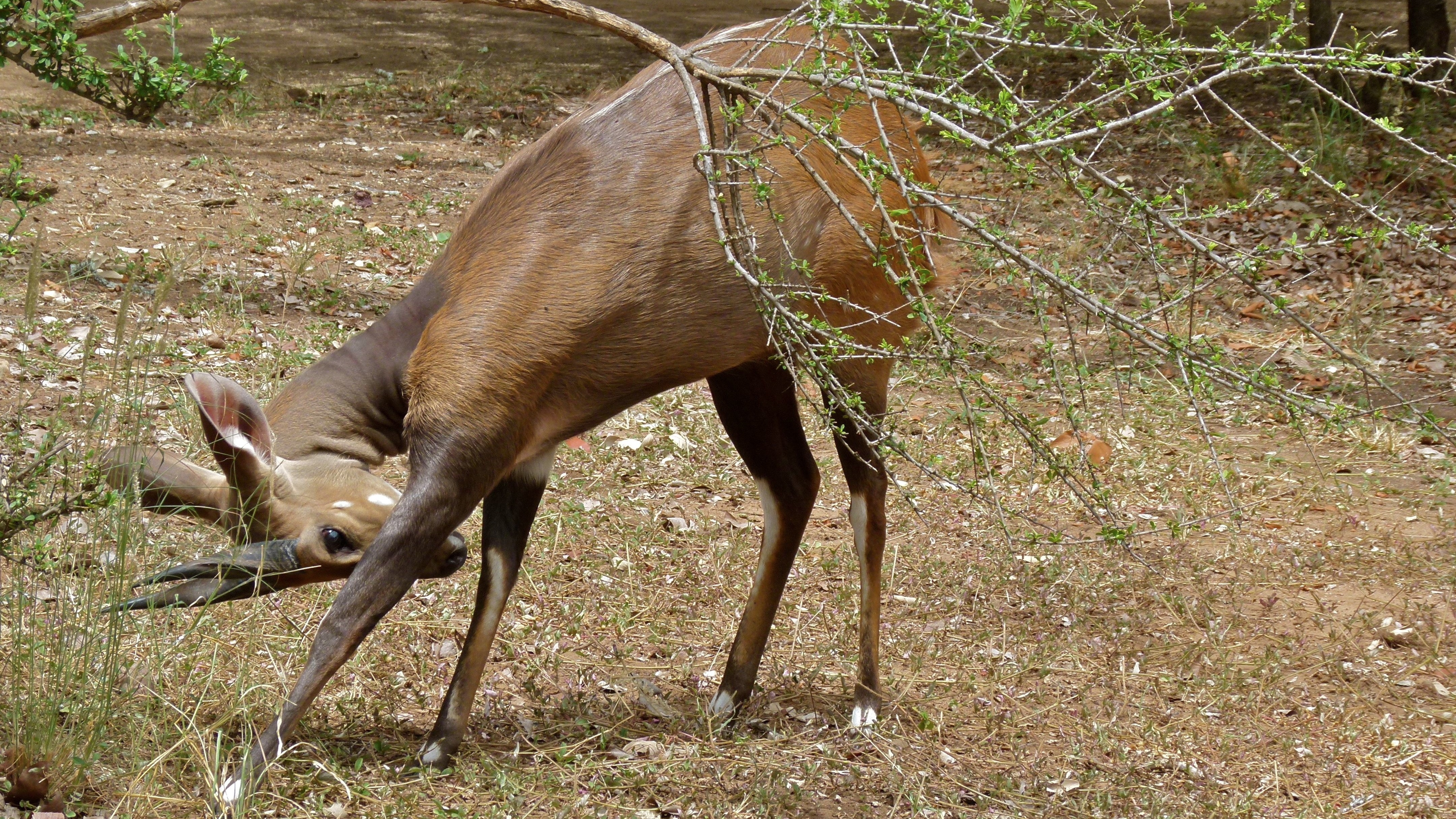
Guib harnaché ♂.
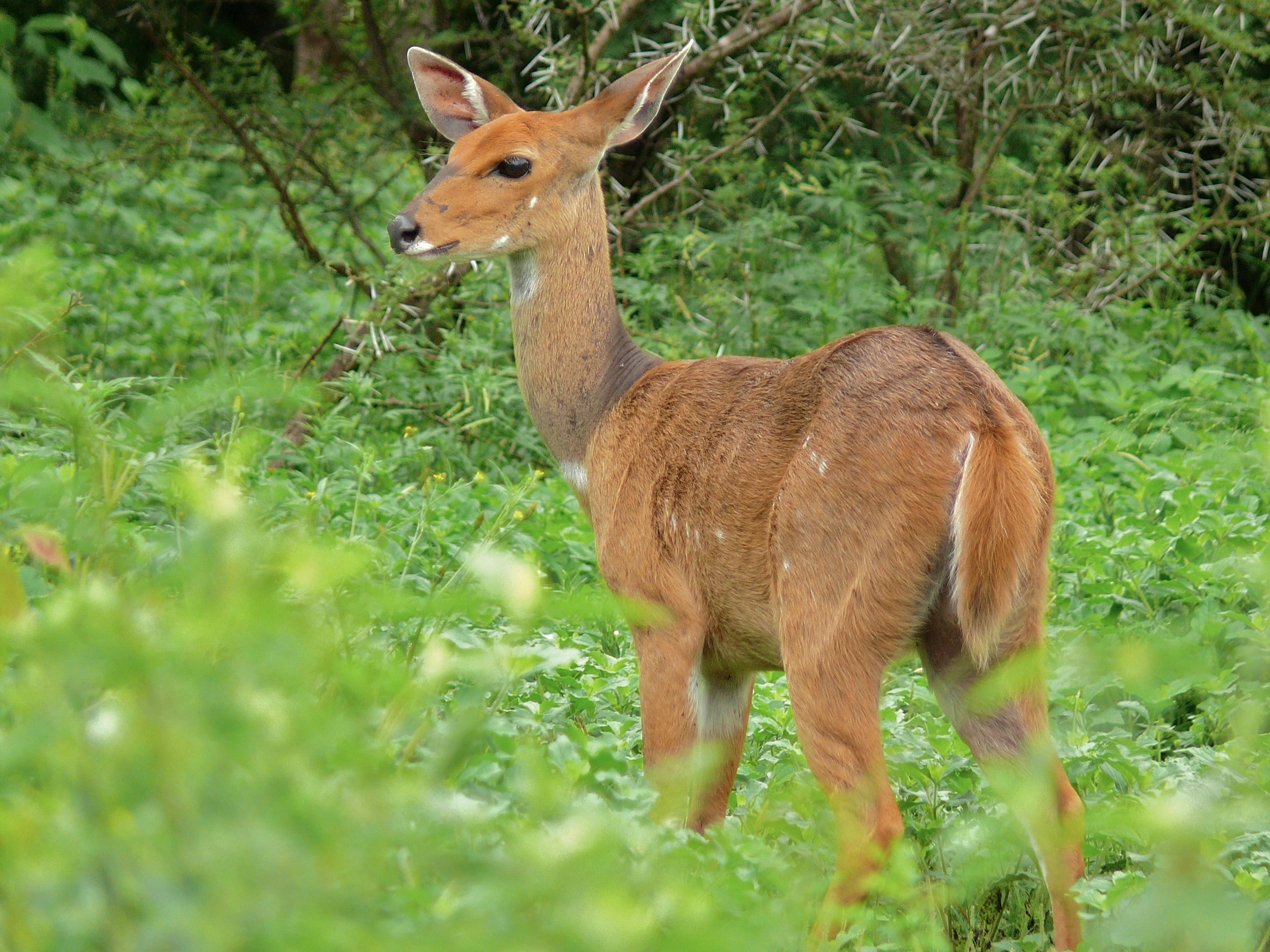
Guib harnaché ♀.
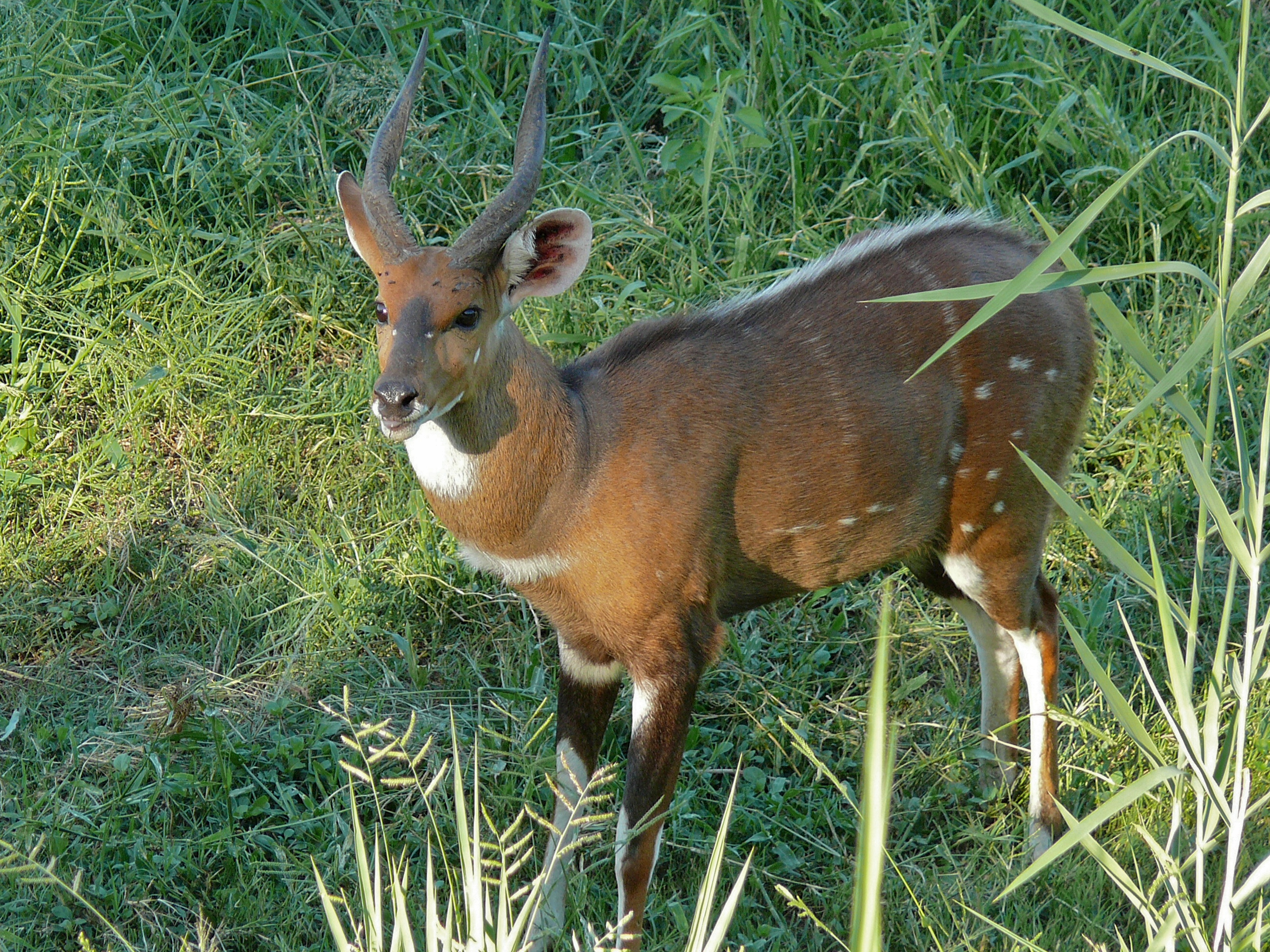
Guib harnaché ♂.
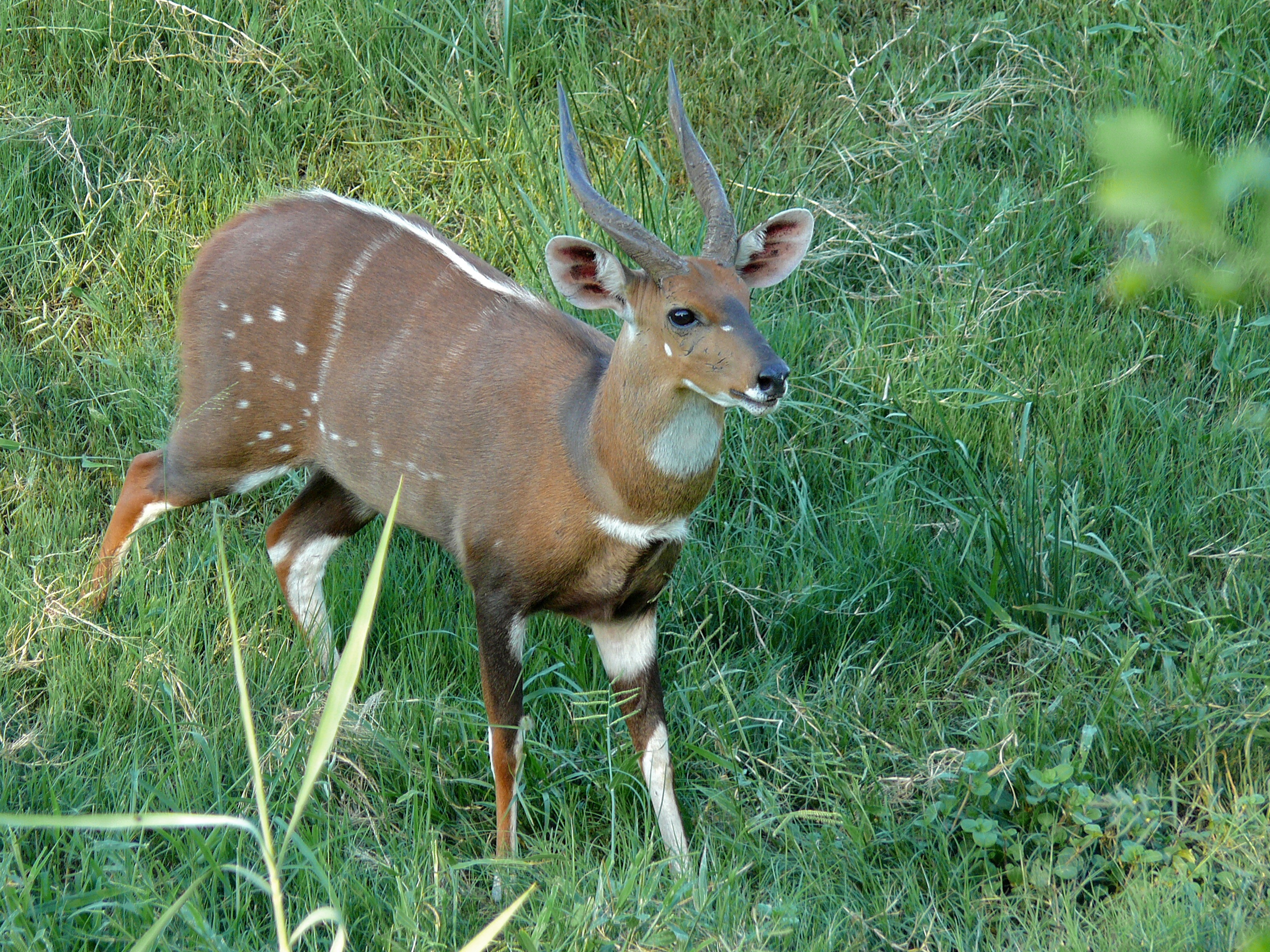
Guib harnaché ♂.
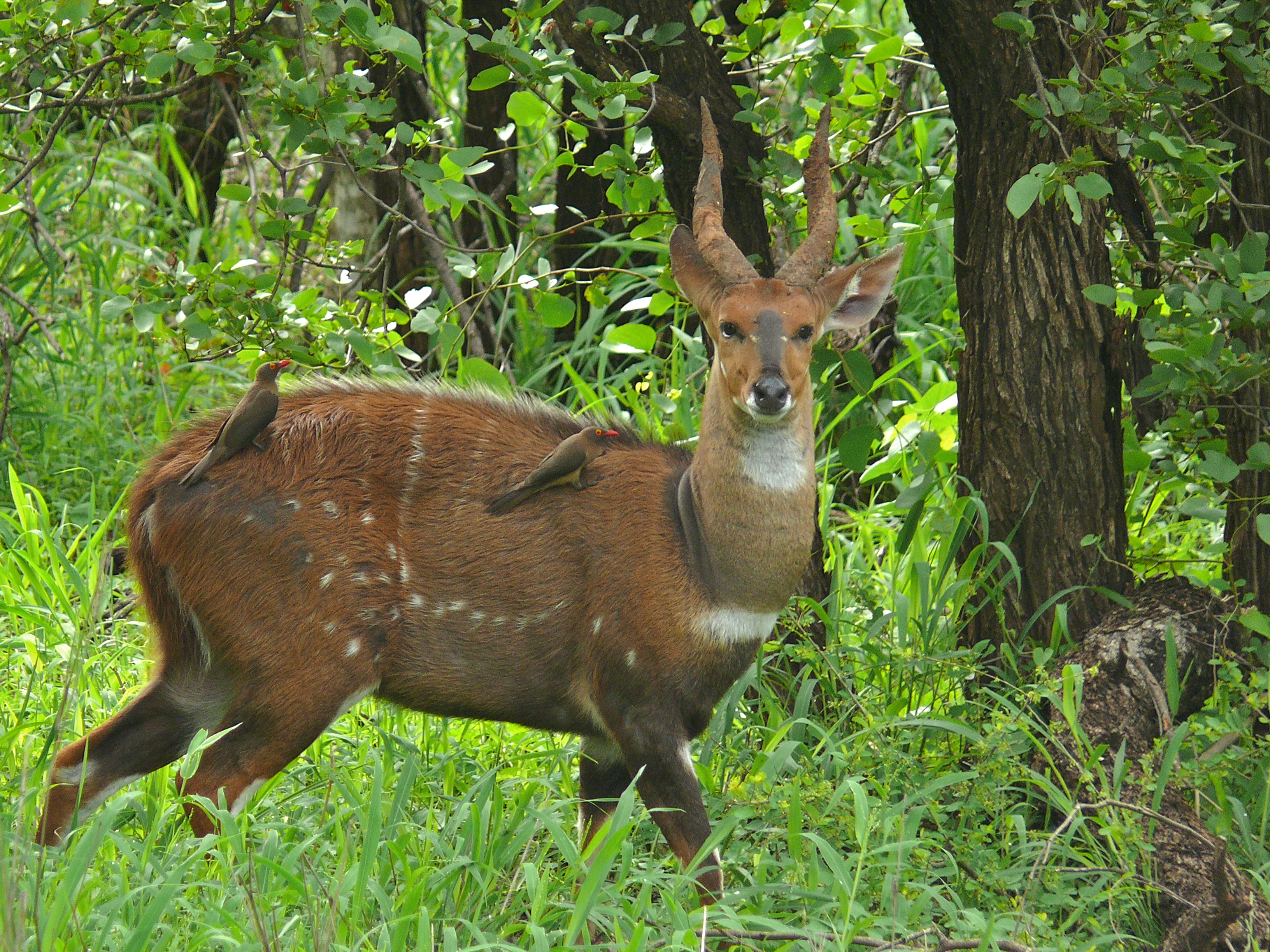
Guib harnaché ♂.
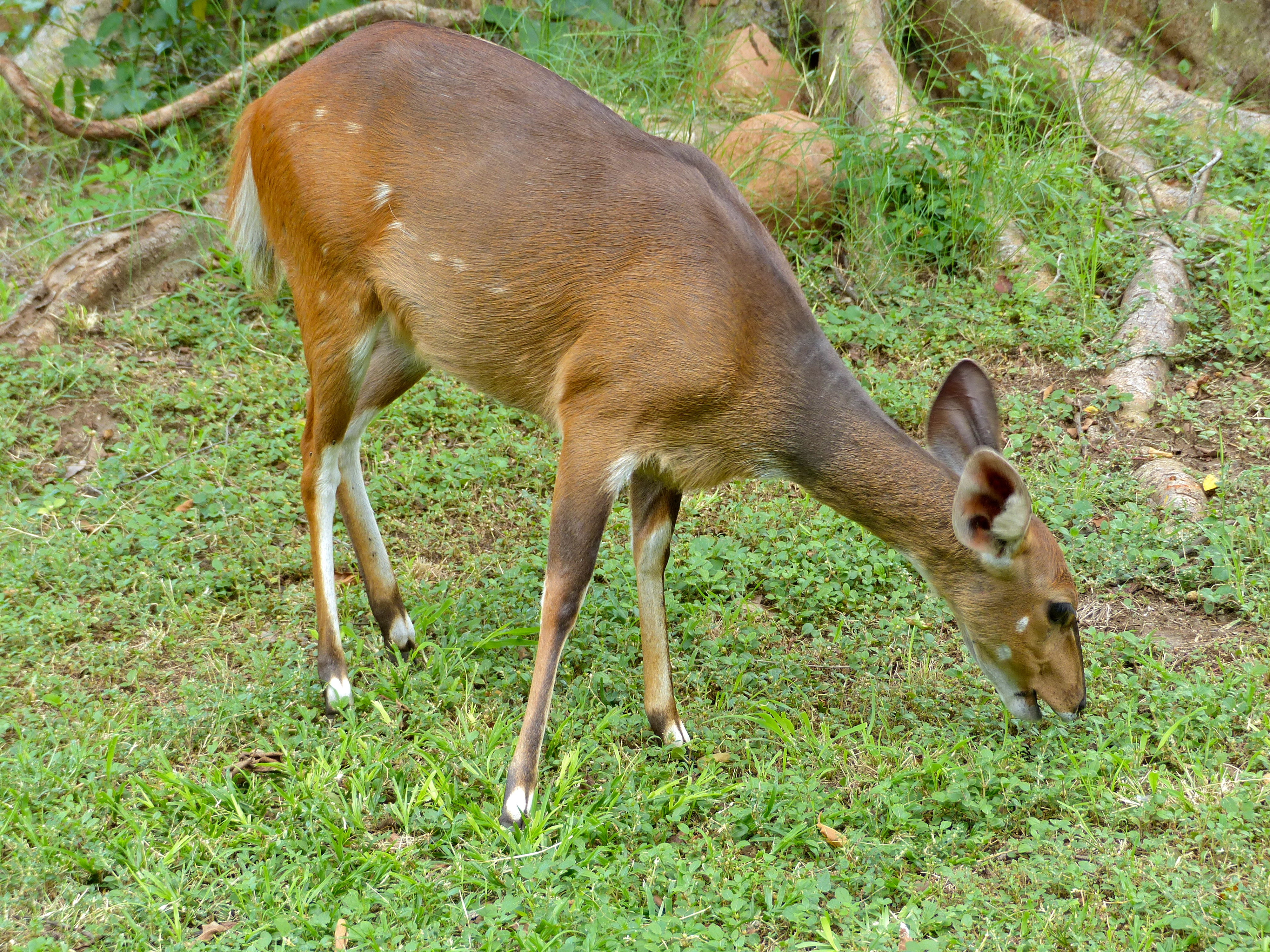
Guib harnaché ♀.
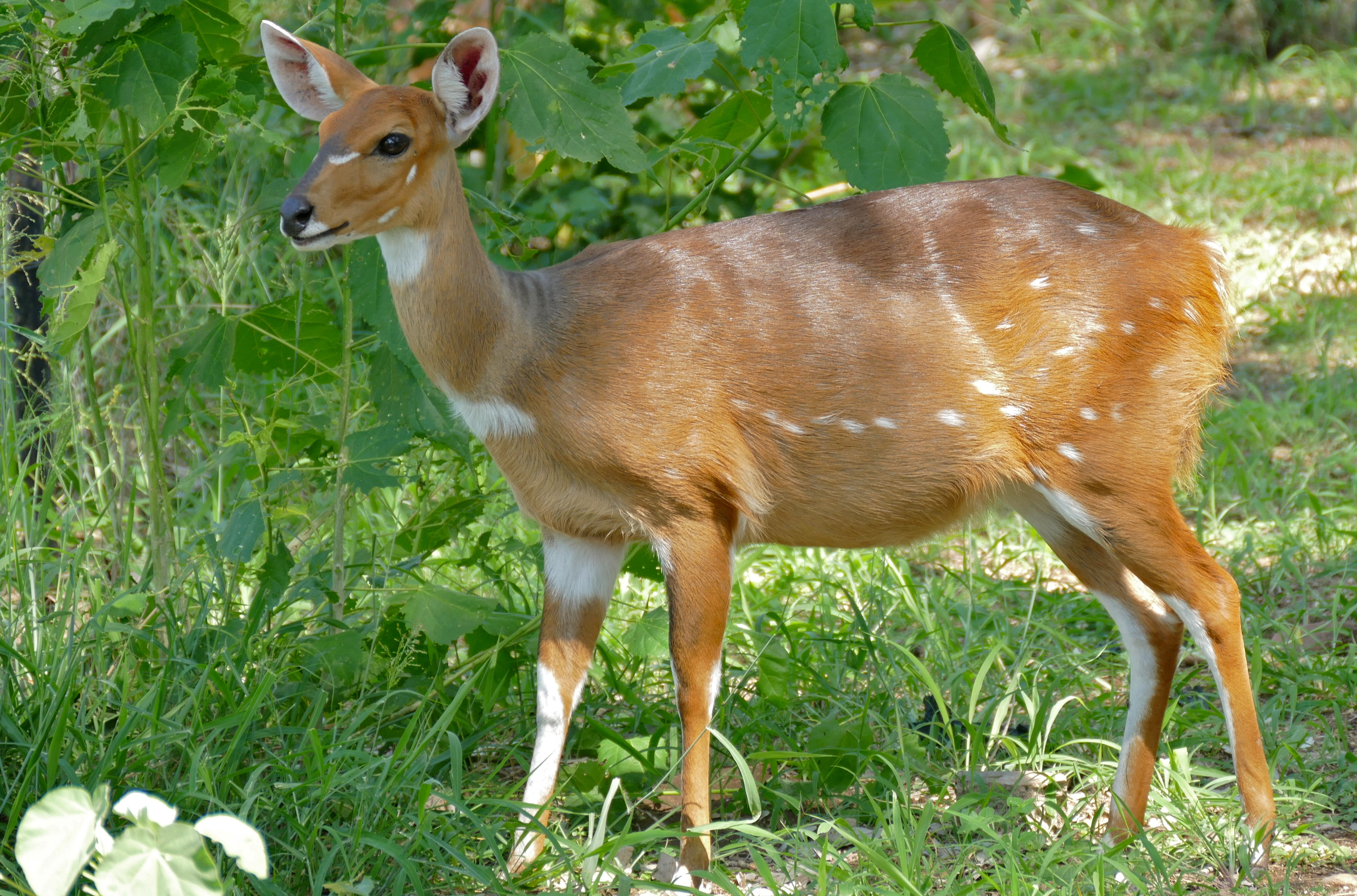
Guib harnaché ♀.
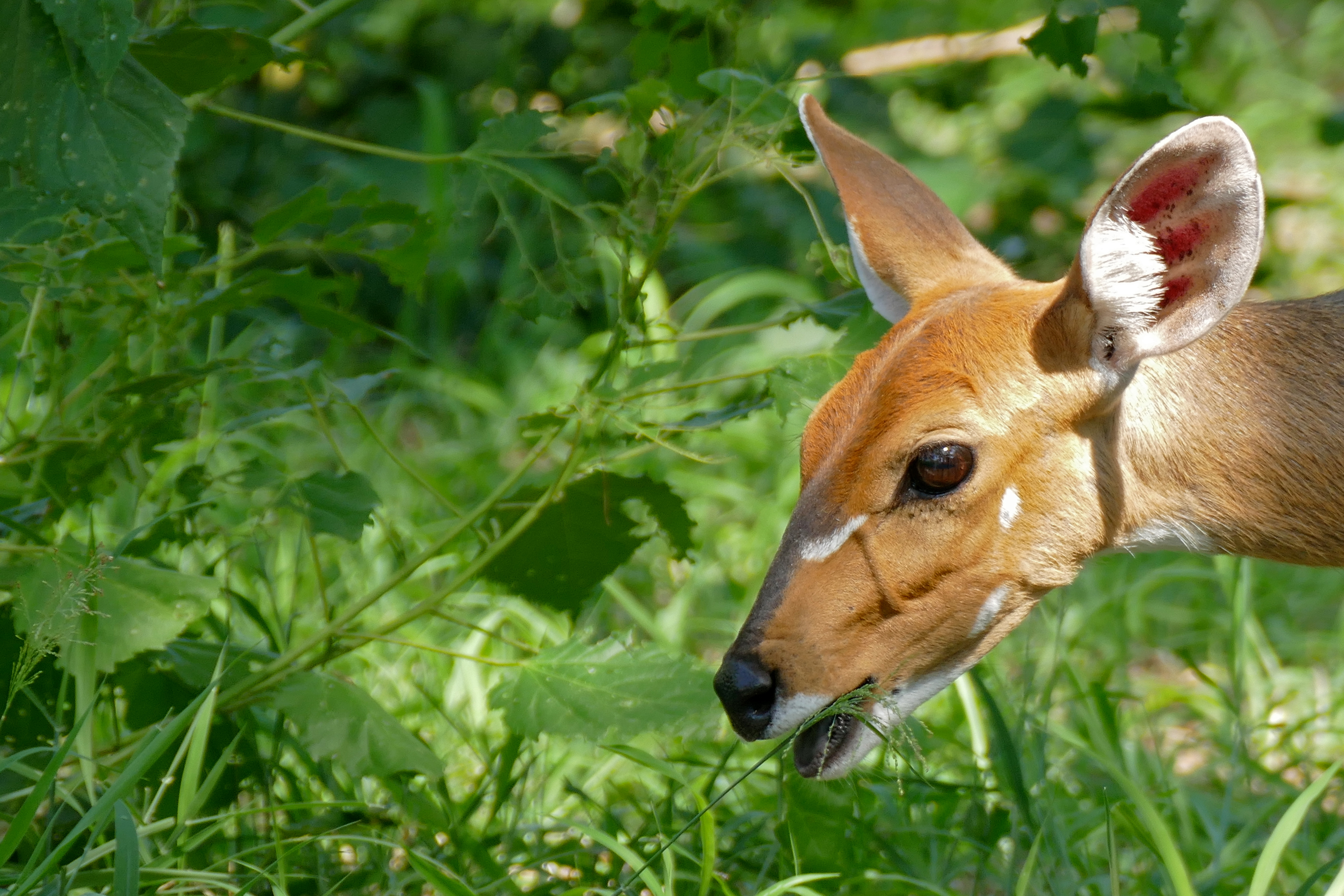
Guib harnaché ♀.
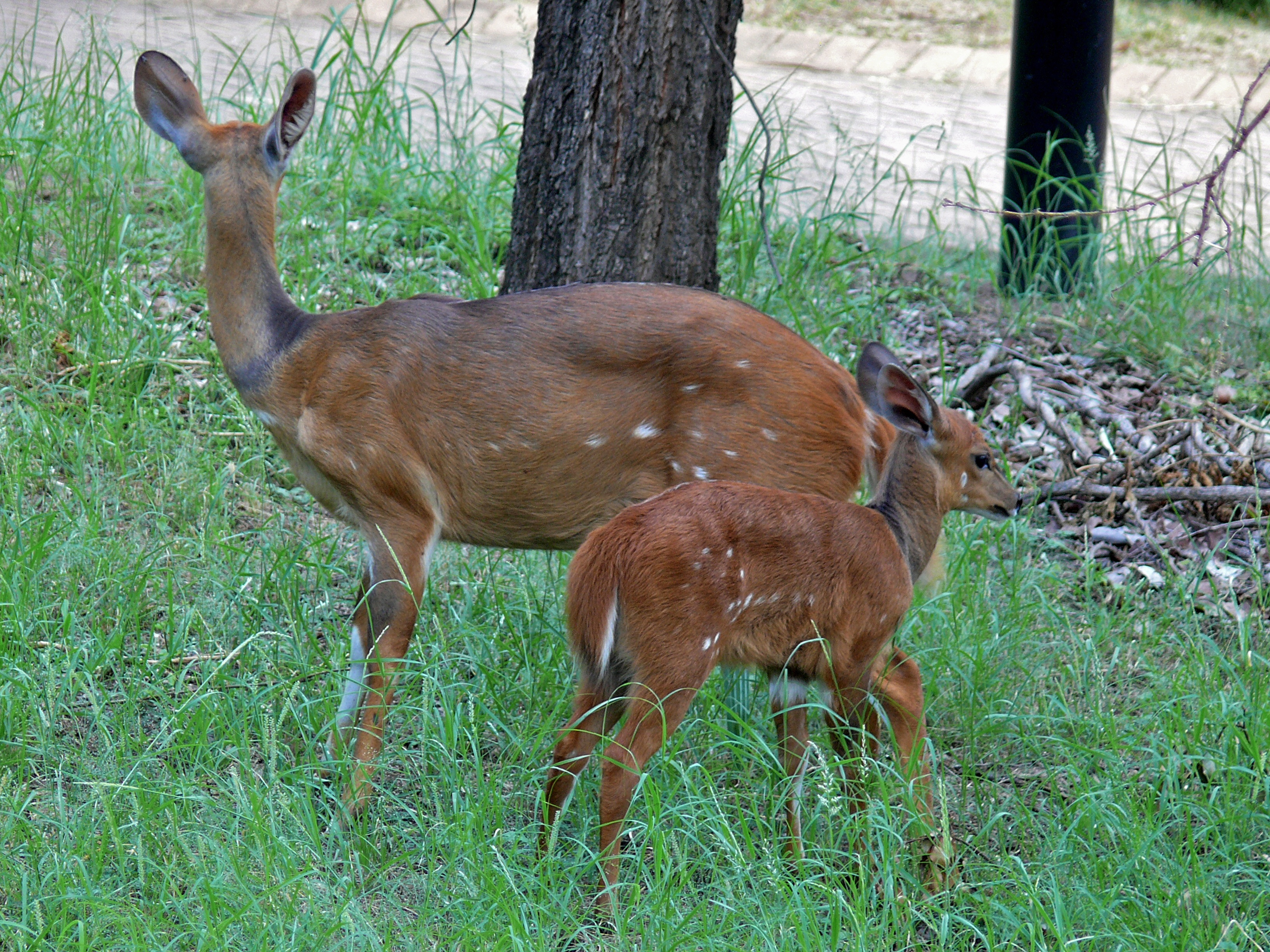
Femelle et son petit.
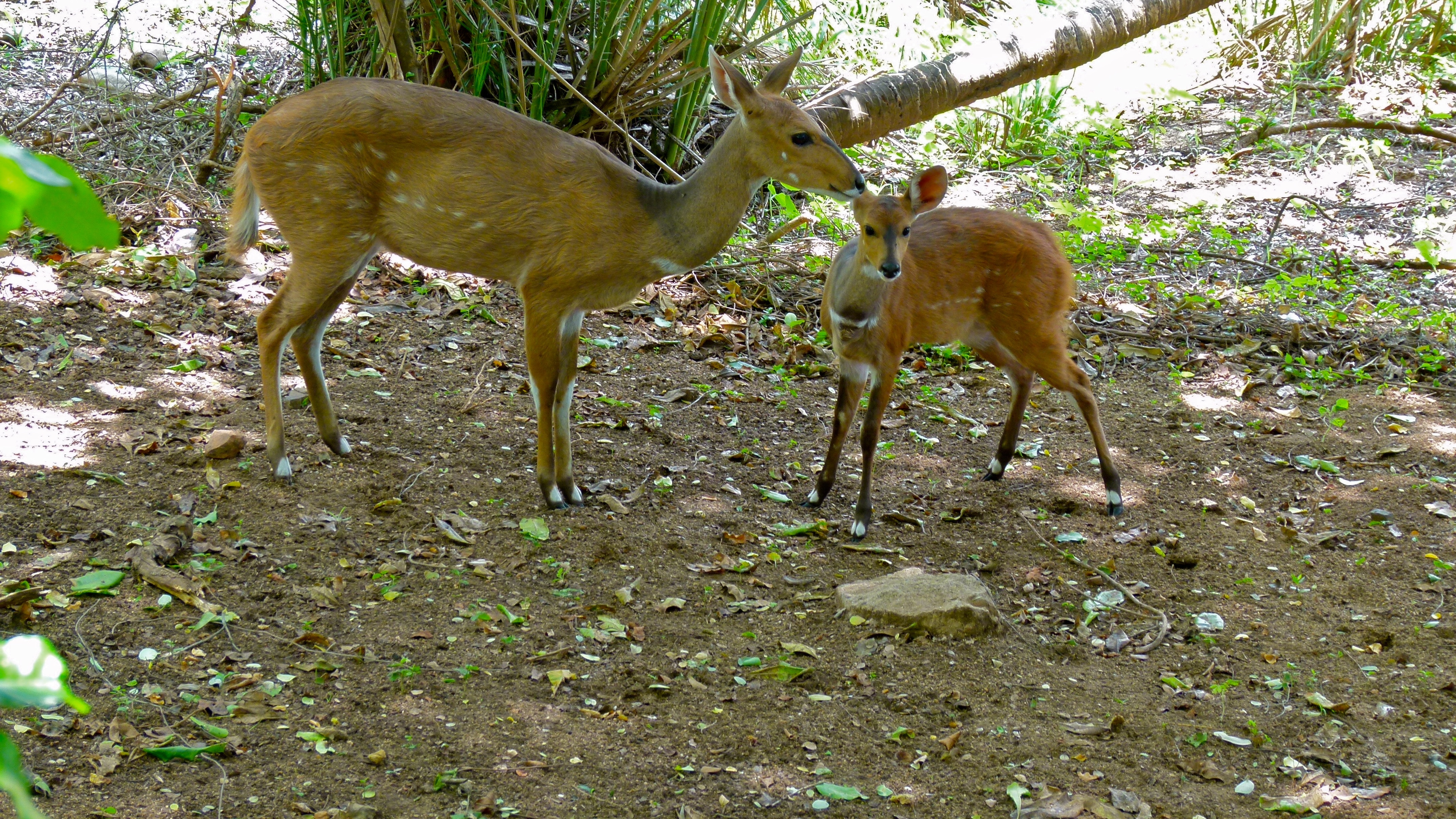
Femelle et son petit.